# Giro di Svizzera 1990
Il Giro di Svizzera 1990, cinquantaquattresima edizione della corsa, si svolse in undici tappe dal 13 al 22 giugno 1990 su un percorso di 1859,5 km con partenza a Winterthur e arrivo a Zurigo. Fu vinto dall'irlandese Sean Kelly della PDM-Ultima-Concorde, davanti al britannico Robert Millar e allo statunitense Andrew Hampsten; conclusero la prova 95 dei 141 ciclisti al via.

## Tappe
| Tappa  | Data      | Percorso                               | km      | Vincitore di tappa | Leader cl. generale |
| ------ | --------- | -------------------------------------- | ------- | ------------------ | ------------------- |
| 1ª     | 13 giugno | Winterthur > Winterthur                | 158     | Nathan Dahlberg    | Stephan Joho        |
| 2ª     | 14 giugno | Winterthur > Aarau                     | 200,5   | Olaf Ludwig        | Stephan Joho        |
| 3ª     | 15 giugno | Aarau > Basilea                        | 162     | Luc Roosen         | Stephan Joho        |
| 4ª     | 16 giugno | Basilea > Soletta                      | 98      | Sean Kelly         | Stephan Joho        |
| 5ª     | 16 giugno | Soletta > Balmberg (cron. individuale) | 12      | Erik Breukink      | Sean Kelly          |
| 6ª     | 17 giugno | Soletta > Unterbäch                    | 253,5   | Thierry Bock       | Sean Kelly          |
| 7ª     | 18 giugno | Unterbäch > San Bernardino             | 194,5   | Andrew Hampsten    | Sean Kelly          |
| 8ª     | 19 giugno | San Bernardino > Lenzerheide           | 214,5   | Rolf Järmann       | Sean Kelly          |
| 9ª     | 20 giugno | Lenzerheide > Unterägeri               | 194     | Moreno Argentin    | Sean Kelly          |
| 10ª    | 21 giugno | Unterägeri > Herisau                   | 199     | Uwe Ampler         | Sean Kelly          |
| 11ª    | 22 giugno | Herisau > Zurigo                       | 173,5   | Kim Andersen       | Sean Kelly          |
| Totale | Totale    | Totale                                 | 1 859,5 |                    |                     |

## Squadre partecipanti
| N.    | Cod. | Squadra                      |
| ----- | ---- | ---------------------------- |
| 1-10  | WEI  | Weinmann-SMM Uster           |
| 11-20 | FRA  | Frank-Toyo                   |
| 21-30 | TVM  | TVM-Yoko                     |
| 31-40 | HEV  | Helvetia-La Suisse           |
| 41-50 | ARI  | Ceramiche Ariostea           |
| 51-60 | SEL  | Selle Italia-Eurocar/ Mosoca |
| 61-70 | PDM  | PDM-Ultima-Concorde          |
| 71-80 | Z    | Z                            |

| N.      | Cod. | Squadra                |
| ------- | ---- | ---------------------- |
| 81-90   | 7EL  | 7-Eleven-Hoonved       |
| 91-100  | HIS  | Histor-Sigma           |
| 101-110 | LOT  | Lotto-Superclub        |
| 111-120 | PAN  | Panasonic-Sportlife    |
| 122-130 | STU  | Stuttgart              |
| 131-139 | DIA  | Diana-Colnago-Animex   |
| 141-147 | MAL  | Malvor-Sidi-Bottecchia |
| 151-159 | -    | Bleiker-Federal        |

## Dettagli delle tappe

### 1ª tappa
- 13 giugno: Winterthur > Winterthur – 158 km

| Pos. | Corridore       | Squadra     | Tempo    |
| ---- | --------------- | ----------- | -------- |
| 1    | Nathan Dahlberg | 7-Eleven    | 3h52'40" |
| 2    | Sean Kelly      | PDM         | s.t.     |
| 3    | Roberto Pagnin  | Malvor-Sidi | s.t.     |

| Pos. | Corridore       | Squadra   | Tempo    |
| ---- | --------------- | --------- | -------- |
| 1    | Stephan Joho    | Ariostea  | 3h52'30" |
| 2    | Theo de Rooij   | Panasonic | a 4"     |
| 3    | Nathan Dahlberg | 7-Eleven  | a 5"     |

### 2ª tappa
- 14 giugno: Winterthur > Aarau – 200,5 km

| Pos. | Corridore    | Squadra   | Tempo    |
| ---- | ------------ | --------- | -------- |
| 1    | Olaf Ludwig  | Panasonic | 4h48'59" |
| 2    | Urs Freuler  | Panasonic | s.t.     |
| 3    | Stephan Joho | Ariostea  | s.t.     |

| Pos. | Corridore       | Squadra   | Tempo    |
| ---- | --------------- | --------- | -------- |
| 1    | Stephan Joho    | Ariostea  | 8h41'29" |
| 2    | Theo de Rooij   | Panasonic | a 4"     |
| 3    | Nathan Dahlberg | 7-Eleven  | a 5"     |

### 3ª tappa
- 15 giugno: Aarau > Basilea – 162 km

| Pos. | Corridore      | Squadra      | Tempo    |
| ---- | -------------- | ------------ | -------- |
| 1    | Luc Roosen     | Histor-Sigma | 4h18'47" |
| 2    | Niki Rüttimann | Helvetia     | s.t.     |
| 3    | Robert Millar  | Z            | s.t.     |

| Pos. | Corridore      | Squadra     | Tempo     |
| ---- | -------------- | ----------- | --------- |
| 1    | Stephan Joho   | Ariostea    | 13h00'21" |
| 2    | Sean Kelly     | PDM         | a 2"      |
| 3    | Roberto Pagnin | Malvor-Sidi | a 7"      |

### 4ª tappa
- 16 giugno: Basilea > Soletta – 98 km

| Pos. | Corridore      | Squadra     | Tempo    |
| ---- | -------------- | ----------- | -------- |
| 1    | Sean Kelly     | PDM         | 2h25'04" |
| 2    | Stephan Joho   | Ariostea    | s.t.     |
| 3    | Roberto Pagnin | Malvor-Sidi | s.t.     |

| Pos. | Corridore      | Squadra     | Tempo     |
| ---- | -------------- | ----------- | --------- |
| 1    | Stephan Joho   | Ariostea    | 15h25'25" |
| 2    | Sean Kelly     | PDM         | a 2"      |
| 3    | Roberto Pagnin | Malvor-Sidi | a 7"      |

### 5ª tappa
- 16 giugno: Soletta > Balmberg (cron. individuale) – 12 km

| Pos. | Corridore         | Squadra     | Tempo  |
| ---- | ----------------- | ----------- | ------ |
| 1    | Erik Breukink     | PDM         | 26'59" |
| 2    | Daniel Steiger    | Frank-Toyo  | s.t.   |
| 3    | Gianluca Pierobon | Malvor-Sidi | a 2"   |

| Pos. | Corridore      | Squadra    | Tempo     |
| ---- | -------------- | ---------- | --------- |
| 1    | Sean Kelly     | PDM        | 15h52'36" |
| 2    | Daniel Steiger | Frank-Toyo | a 1'13"   |
| 3    | Zenon Jaskuła  | Diana      | a 1'19"   |

### 6ª tappa
- 17 giugno: Soletta > Unterbäch – 253,5 km

| Pos. | Corridore     | Squadra | Tempo    |
| ---- | ------------- | ------- | -------- |
| 1    | Thierry Bock  | Lotto   | 6h31'34" |
| 2    | Sean Kelly    | PDM     | a 1'28"  |
| 3    | Zenon Jaskuła | Diana   | s.t.     |

| Pos. | Corridore      | Squadra    | Tempo     |
| ---- | -------------- | ---------- | --------- |
| 1    | Sean Kelly     | PDM        | 22h25'41" |
| 2    | Daniel Steiger | Frank-Toyo | a 1'13"   |
| 3    | Zenon Jaskuła  | Diana      | a 1'19"   |

### 7ª tappa
- 18 giugno: Unterbäch > San Bernardino – 194,5 km

| Pos. | Corridore       | Squadra   | Tempo    |
| ---- | --------------- | --------- | -------- |
| 1    | Andrew Hampsten | 7-Eleven  | 5h21'21" |
| 2    | Robert Millar   | Z         | s.t.     |
| 3    | Eddy Bouwmans   | Panasonic | a 40"    |

| Pos. | Corridore       | Squadra  | Tempo     |
| ---- | --------------- | -------- | --------- |
| 1    | Sean Kelly      | PDM      | 27h47'42" |
| 2    | Robert Millar   | Z        | a 41"     |
| 3    | Andrew Hampsten | 7-Eleven | a 1'04"   |

### 8ª tappa
- 19 giugno: San Bernardino > Lenzerheide – 214,5 km

| Pos. | Corridore        | Squadra    | Tempo    |
| ---- | ---------------- | ---------- | -------- |
| 1    | Rolf Järmann     | Frank-Toyo | 5h27'31" |
| 2    | Marco Diem       | Weinmann   | a 52"    |
| 3    | Thomas Wegmüller | Weinmann   | a 1'33"  |

| Pos. | Corridore       | Squadra  | Tempo     |
| ---- | --------------- | -------- | --------- |
| 1    | Sean Kelly      | PDM      | 33h24'07" |
| 2    | Robert Millar   | Z        | a 41"     |
| 3    | Andrew Hampsten | 7-Eleven | a 1'04"   |

### 9ª tappa
- 20 giugno: Lenzerheide > Unterägeri – 194 km

| Pos. | Corridore       | Squadra    | Tempo    |
| ---- | --------------- | ---------- | -------- |
| 1    | Moreno Argentin | Ariostea   | 4h44'53" |
| 2    | Werner Stutz    | Frank-Toyo | a 1'19"  |
| 3    | Michel Dernies  | Weinmann   | s.t.     |

| Pos. | Corridore       | Squadra  | Tempo     |
| ---- | --------------- | -------- | --------- |
| 1    | Sean Kelly      | PDM      | 38h11'07" |
| 2    | Robert Millar   | Z        | a 41"     |
| 3    | Andrew Hampsten | 7-Eleven | a 1'04"   |

### 10ª tappa
- 21 giugno: Unterägeri > Herisau – 199 km

| Pos. | Corridore      | Squadra  | Tempo    |
| ---- | -------------- | -------- | -------- |
| 1    | Uwe Ampler     | PDM      | 5h39'29" |
| 2    | Niki Rüttimann | Helvetia | s.t.     |
| 3    | Stephan Joho   | Ariostea | s.t.     |

| Pos. | Corridore       | Squadra  | Tempo     |
| ---- | --------------- | -------- | --------- |
| 1    | Sean Kelly      | PDM      | 43h50'36" |
| 2    | Robert Millar   | Z        | a 41"     |
| 3    | Andrew Hampsten | 7-Eleven | a 1'04"   |

### 11ª tappa
- 22 giugno: Herisau > Zurigo – 173,5 km

| Pos. | Corridore            | Squadra  | Tempo    |
| ---- | -------------------- | -------- | -------- |
| 1    | Kim Andersen         | Z        | 4h18'52" |
| 2    | Frank Van Den Abeele | Lotto    | s.t.     |
| 3    | Stephan Joho         | Ariostea | a 1'14"  |

| Pos. | Corridore       | Squadra  | Tempo     |
| ---- | --------------- | -------- | --------- |
| 1    | Sean Kelly      | PDM      | 48h10'42" |
| 2    | Robert Millar   | Z        | a 41"     |
| 3    | Andrew Hampsten | 7-Eleven | a 1'04"   |

## Classifiche finali

### Classifica generale
| Pos. | Corridore       | Squadra    | Tempo     |
| ---- | --------------- | ---------- | --------- |
| 1    | Sean Kelly      | PDM-Ultima | 48h10'42" |
| 2    | Robert Millar   | Z          | a 41"     |
| 3    | Andrew Hampsten | 7-Eleven   | a 1'04"   |
| 4    | Daniel Steiger  | Frank-Toyo | a 1'13"   |
| 5    | Zenon Jaskuła   | Diana      | a 2'17"   |
| 6    | Atle Kvålsvoll  | Z          | a 3'08"   |
| 7    | Eddy Bouwmans   | Panasonic  | a 3'39"   |
| 8    | Laurent Madouas | Z          | a 5'19"   |
| 9    | Marco Vitali    | Frank-Toyo | a 5'44"   |
| 10   | Greg LeMond     | Z          | a 5'54"   |

### Classifica a punti
| Pos. | Corridore       | Squadra    | Punti |
| ---- | --------------- | ---------- | ----- |
| 1    | Sean Kelly      | PDM-Ultima | 221   |
| 2    | Daniel Steiger  | Frank-Toyo | 153   |
| 3    | Stephan Joho    | Ariostea   | 139   |
| 4    | Zenon Jaskuła   | Diana      | 136   |
| 5    | Andrew Hampsten | 7-Eleven   | 110   |

### Classifica scalatori
| Pos. | Corridore        | Squadra      | Punti |
| ---- | ---------------- | ------------ | ----- |
| 1    | Robert Millar    | Z            | 30    |
| 2    | John Baldi       | Selle Italia | 22    |
| 3    | Thomas Wegmüller | Weinmann     | 14    |
| 4    | Andrew Hampsten  | 7-Eleven     | 13    |
| 5    | Giorgio Furlan   | Diana        | 13    |

### Classifica a squadre
| Pos. | Squadra             | Tempo      |
| ---- | ------------------- | ---------- |
| 1    | Frank-Toyo          | 144h37'22" |
| 2    | Z                   | a 1'30"    |
| 3    | Weinmann-SMM Uster  | a 5'43"    |
| 4    | PDM-Ultima-Concorde | a 7'43"    |
| 5    | Helvetia-La Suisse  | a 13'17"   |